# 姚詠白
姚詠白（19世纪？—20世纪？），名传驹，字詠白，以字行，生于浙江鄞县，祖籍慈溪县。北洋政府财经官员，金融改革派人物。

## 生平
早年是浙江官费留学日本，在日本加入同盟会。归国后任中华民国财政部税务调查专员、泉币司司长。1912年11月10日，任财政部佥事。1913年9月20日，袁世凯任命姚任财政部賦稅司司長。1927年8月至1927年10月，任财政部国库司司长。是中国民国国库改制后的首任首长，姚之前称国库主任。姚也是中华民国历史上第3任出掌国库者。1933年4月20日，北洋政府任命姚为全國財政討論委員會祕書長。曾任中国银行长春分行行长、东三省沦陷前中国银行行长。亦任中华民国中央银行常务理事，曾提议国家银行私有化改革：“筹设国家银行，须先筹官股，办有成效后，再改商股”。曾任甬商总会代表，上海法科大学等大学教授。

## 家族
家族是明永乐帝第一谋臣姚广孝之兄姚广仁之后。子姚庆三是中国凯恩斯学派第一人，姚詠白留学日本时出生在日本山口县。弟姚傳法是林学家。外孙女屠呦呦是2015年诺贝尔医学或生理学奖得主。姚曾在家乡建有院落，今称“开明街姚宅”或“莲桥第姚宅”，是典型民国宅院建筑，估价高达1.5亿人民币。屠呦呦自小便在姚家长大成人。

## 著作
- 1914年10月9日：《调查员姚传驹致财政部条陈》[12]
- 《呈大總統請改革弊制由》
- 《上熊秉三先生希齡書》
- 《财政大计划进行之次序》

## 遗物
- 今存世中国银行国币券多有姚的签名[13]